# Малати Даси
Ма́лати Да́си (санскр. मालती दासी, IAST: Mālatī Dāsī; имя при рождении — Ме́лани Ли На́гель, англ. Melanie Lee Nagel; род. 30 августа 1945, Вальехо) — американский кришнаитский проповедник и один из духовных лидеров Международного общества сознания Кришны (ИСККОН), первая женщина-член Руководящего совета ИСККОН, активистка борьбы за права женщин в ИСККОН.
В юности примкнула к движению хиппи, а затем стала одним из первых учеников основателя ИСККОН Бхактиведанты Свами Прабхупады (1896—1977). В январе 1967 года выступила одним из организаторов знакового рок-концерта Mantra-Rock Dance в Сан-Франциско. В 1968 году в составе группы из шести кришнаитских миссионеров отправилась с проповеднической миссией в Лондон, где помогла привлечь в ряды кришнаитов гитариста The Beatles Джорджа Харрисона. С 1990-х годов активно выступает за права женщин в ИСККОН: в 1997 году инициировала создание Министерства по делам женщин ИСККОН, а в 1998 году, несмотря на протесты консервативного крыла в руководстве этой вайшнавской религиозной организации, была избрана первым женщиной-членом Руководящего совета ИСККОН.

## Ранние годы
Мелани Ли Нагель родилась 30 августа 1945 года в городе Вальехо в Калифорнии. После окончания в 1963 году старшей школы El Camino Fundamental в Сакраменто, Нагель поступила в Рид-колледж в Портленде (штат Орегон). Вскоре, однако, Мелани бросила учёбу и примкнула к движению хиппи. Когда её парень Сэм Спирстра (в будущем также ставший известным кришнаитским проповедником) устроился на работу в Департамент лесного хозяйства США, она жила вместе с ним на смотровой башне в лесу, неподалёку от города Бенд в Орегоне. В обязанности Сэма и Мелани входило сообщать о возникновении лесных пожаров в Службу национальных парков США.

## Основание храма в Сан-Франциско

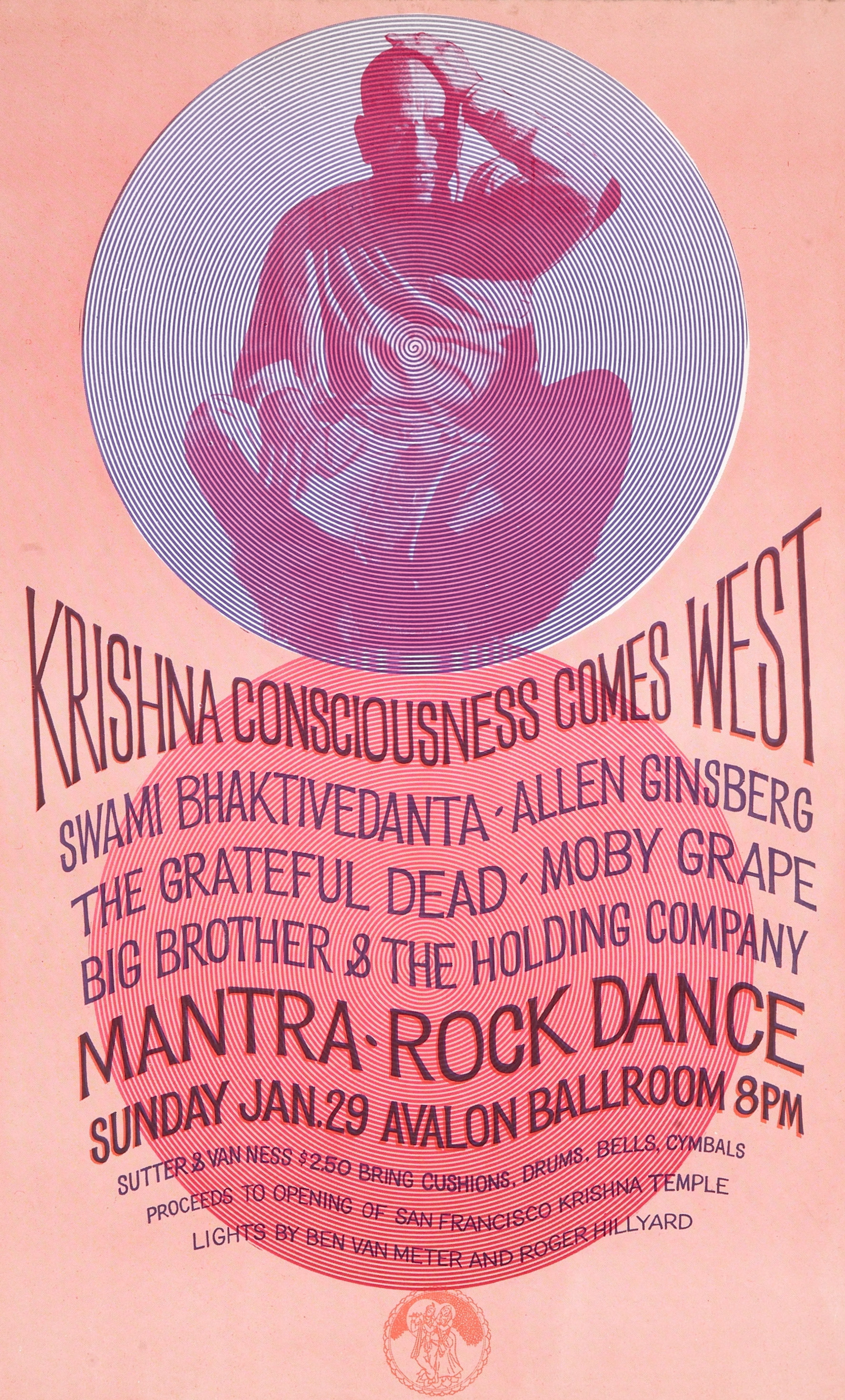
Постер Mantra-Rock Dance

В 1966 году друг Сэма Спирстры по Рид-колледжу Майкл Грант (более известный под «духовным именем» Мукунда), стал одним из первых последователей индийского гаудия-вайшнавского гуру Бхактиведанты Свами Прабхупады (1896—1977), который прибыл в 1965 году из Индии в США с целью проповеди гаудия-вайшнавизма на Западе. Под влиянием Мукунды и его жены Джанаки (которая также стала ученицей Прабхупады) в конце 1966 года Сэм и Мелани обратились в гаудия-вайшнавизм. Мукунда в это время собирался отправиться в путешествие по Индии, но Сэм и Мелани убедили его вместо этого попытаться открыть кришнаитский храм в Сан-Франциско. Вызвавшись помочь Мукунде в этом важном деле, они переехали в Сан-Франциско, где помогли арендовать здание бывшего магазина в районе Хейт-Эшбери, который в те годы представлял собой крупный центр контркультуры и движения хиппи. Начинающие миссионеры переоборудовали бывший магазин под кришнаитское культовое здание — первый кришнаитский храм на Западном побережье США.
Стремясь собрать средства для поддержания храма, а также распространить учение Прабхупады среди хиппи Хейт-Эшбери, Мукунда, Мелани и Сэм решили организовать благотворительный рок-концерт Mantra-Rock Dance с участием своего гуру и известных калифорнийских музыкантов и исполнителей. Так как Спирста был лично знаком с менеджером Grateful Dead Роком Скалли, и гитаристом Big Brother and the Holding Company Сэмом Эндрю, ему не составило большого труда добиться участия в концерте этих известных калифорнийских музыкальных коллективов. В ходе подготовки к мероприятию, Мелани узнала о существовании ещё никому не известной в то время группы Moby Grape и убедила Мукунду и Сэма позволить им выступить на концерте. После участия в Mantra-Rock Dance, в карьере Moby Grape произошёл крупный прорыв: в том же году они дважды сыграли вместе The Doors и подписали контракт с Columbia Records.

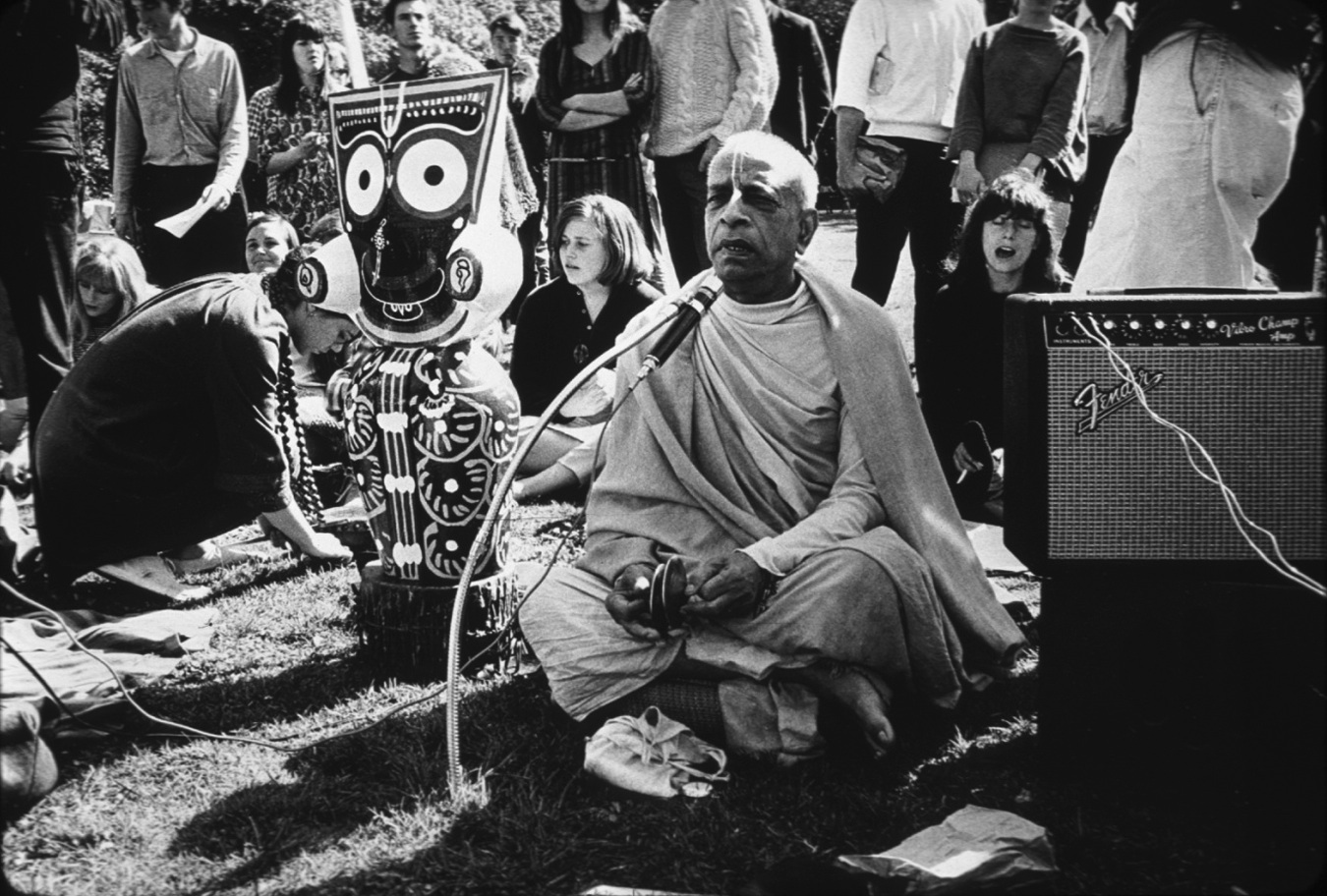
Бхактиведанта Свами Прабхупада поёт мантру «Харе Кришна» в Голден-гейт-парке в Сан-Франциско (справа — статуя Джаганнатхи). Февраль 1967 года

Прибывший в Сан-Франциско для участия в Mantra-Rock Dance Прабхупада посвятил Сэма и Мелани в ученики, дав им новые имена — Шьямасундара и Малати. Малати активно помогала в поддержании нового храма: она ходила за покупками, собирала пожертвования, готовила вегетарианские лакомства для кришнаитских воскресных программ, так называемых «праздников любви», быстро завоевавших огромную популярность среди местных хиппи.
Малати суждено было сыграть важную роль в установлении в ИСККОН поклонения божеству Джаганнатхи, культ которого широко распространён в Восточной Индии. Однажды она купила в магазине импортных товаров маленькую деревянную фигурку, которая оказалась статуей Джаганнатхи. Впоследствии, по просьбе Прабхупады, Малати и Шьямасундара приобрели в том же магазине фигурки ещё двух божеств — Баладевы и Субхадры (как объяснил Прабхупада, Джаганнатхе следовало поклоняться не одному, а в компании этих божеств). Затем Прабхупада попросил Шьямасундару, искусного столяра, вырезать из дерева крупные копии этих трёх божеств. Шьямасундара выполнил просьбу своего гуру и статуи божеств вскоре украсили сан-францисский храм, который после этого стал называться «Нью-Джаганнатха-Пури». Кришнаиты также наладили производство миниатюрных копий фигур Джаганнатхи, Баладевы и Субхадры — они пользовались большим спросом среди хиппи Хейт-Эшбери, любивших носить их подвешенными на шее.

## Проповедь в Англии
В 1968 году Малати и Шьямасундара, в компании двух других супружеских пар (Мукунды и Джанаки, Гурудасы и Ямуны), отправились проповедовать гаудия-вайшнавизм в Лондон. Первые месяцы Малати и её коллеги еле сводили концы с концами. Несмотря на то, что у них не было достаточных средств для осуществления своей миссии, они целеустремлённо продолжали заниматься миссионерской работой. Они проводили публичные киртаны на улицах британской столицы, печатали и распространяли памфлеты. Через некоторое время им удалось арендовать здание бывшего склада в Ковент-Гардене и открыть в нём некое подобие кришнаитского ашрама. Примерно тогда же Шьямасундаре пришла на ум идея войти в контакт с The Beatles (которые, как известно, интересовались Востоком) и вдохновить их использовать мантру «Харе Кришна» в своих песнях. Для достижения своей цели кришнаитские миссионеры максимально использовали свою фантазию: они пели «Харе Кришна» у входа в студию звукозаписи «Эппл» (звуки мантры так и не дошли до ушей битлов и дело закончилось арестом кришнаитов), пекли яблочные пироги и отсылали их в студию, а однажды даже отправили в подарок битлам надувное яблоко с флагом, на котором было написано «Харе Кришна». В конце-концов Шьямасундаре удалось встретиться (а затем и подружиться) с Джорджем Харрисоном, который показался Малати «очень духовным» и «восприимчивым» к идеям кришнаитов человеком. Очень скоро Малати и её муж развили настолько близкие отношения с Харрисоном, что даже какое-то время жили с легендарным битлом и его женой Патти Бойд в их особняке Фрайар-парк.
Вдохновлённый вайшнавским вероучением, Харрисон помог спродюсировать и выпустить на лейбле Apple Records два сингла («Hare Krishna Mantra» и «Govinda»), записанные лондонскими кришнаитами, объединившимися в ансамбль Radha Krishna Temple. Малати приняла участие в записи обоих синглов (бэк-вокал и ручные цимбалы), и помогла Харрисону спродюсировать песню «My Sweet Lord», в которой также прозвучала мантра «Харе Кришна». Сингл «The Hare Krishna Mantra» достиг #12 строчки в UK Singles Chart, что позволило кришнаитам исполнить мантру на популярном шоу Top of the Pops. В 1969 году с помощью Харрисона кришнаиты нашли и арендовали в центре Лондона здание для храма, а в 1973 году получили от него в подарок особняк под Лондоном, который в честь Прабхупады получил название «Бхактиведанта-мэнор» и стал штаб-квартирой ИСККОН в Великобритании.

## Деятельность в Руководящем совете ИСККОН

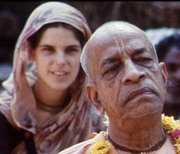
Малати Даси с Бхактиведантой Свами Прабхупадой на утренней прогулке во Вриндаване в 1975 году.

Бхактиведанта Свами Прабхупада открыто поощрял своих учениц участвовать в различных аспектах деятельности ИСККОН — женщины давали публичные лекции, вели киртаны, управляли храмами, выполняли роль священнослужителей, занимались миссионерской деятельностью, занимали руководящие должности в книжном издательстве Bhaktivedanta Book Trust, и даже служили основателю ИСККОН в качестве личных секретарей, поваров, и фотографов. Прабхупада даже рекомендовал двух своих учениц на должность членов-основателей Руководящего совета ИСККОН. Выступая в защиту права своих последовательниц на активное участие в жизни ИСККОН, он подвергался критике со стороны ортодоксальных индуистов и некоторых последователей Гаудия-матха.
К концу 1970-х годов, с ростом числа и влияния санньясинов, в ИСККОН заметно усилилось мужское лобби. Вследствие этого женщины в ИСККОН подверглись сегрегации, потеряли своё влияние, утратили возможность играть ведущие роли в управлении и развитии организации. К концу 1980-х годов внутри ИСККОН начали раздаваться голоса в защиту прав женщин, в частности, в форме печатных статей и женских собраний. К середине 1990-х годов Малати оказалась в центре этого женского движения, боровшегося за равноправие женщин в рядах ИСККОН. В 1997 году, при её активном участии, в ИСККОН было сформировано Министерство по делам женщин. За свою активную позицию в этом вопросе Малати стала объектом критики со стороны консервативных лидеров организации. Несмотря на их протесты, в 1998 году ей удалось войти в историю, став первой женщиной-членом Руководящего совета ИСККОН. В 2000 году, на своём очередном ежегодном собрании, Руководящий совет обсудил роль женщин в ИСККОН и выступил с официальным извинением «за ошибки прошлого», и официально признал важность участия женщин во всех аспектах жизни ИСККОН. Тогда же Руководящий совет выступил с резолюцией, в которой признал важность этого вопроса и заявил своей основной целью обеспечение «равных возможностей, всеобщего поощрения, искренней заботы и защиты женщин-членов ИСККОН».
По данным на 2010 год, Малати была одним из 32 членов Руководящего совета ИСККОН. Она курировала деятельность этой вайшнавской организации в США (штаты Флорида, Мичиган, Кентукки, Огайо, Пенсильвания и община Нью-Вриндаван в Западной Виргинии, Имеющая «необычную смесь смирения и харизмы», Малати пользуется уважением среди кришнаитов за своё «ясное понимание» истории ИСККОН и кришнаитского вероучения. Она духовно окормляет членов ИСККОН, выступает с лекциями по гаудия-вайшнавской философии, участвует в межрелигиозном диалоге.

## Критика
Известный своими консервативными взглядами кришнаитский гуру Бхакти Викаша Свами назвал избрание Малати Даси на высшую руководящую должность в ИСККОН «неуместным». Аргументируя свою позицию по этому вопросу он отметил, что в ИСККОН лидеры часто подвергаются разного рода критике, порой очень резкой. По его мнению, женщины не должны становиться объектами злобных нападок, поэтому им не следует позволять занимать руководящие должности.
Как отмечает американский религиовед Бёрк Рочфорд, Бхакти Викаша и его консервативно настроенные единомышленники в полемике с Малати и другими кришнаитскими «феминистками» предпринимали попытки дискредитировать своих оппонентов. Атакуя Малати и других «наиболее выдающихся женщин-лидеров ИСККОН», они, в частности, указывали на тот факт, что Малати и многие другие активистки кришнаитского «феминистского» движения состояли в разводе со своими мужьями. Бхакти Викаша в этой связи отметил, что все, кто занимают руководящие должности в ИСККОН, «должны иметь морально чистое досье». По мнению Рочфорда, такого рода аргументы не имеют большого веса, так как, по его наблюдениям, разводы в ИСККОН являются обыденным явлением, затрагивающим в равной степени мужчин и женщин.